# Дольсько (Західнопоморське воєводство)
Дольсько (пол. Dolsko, нім. Dölzig) — село в Польщі, у гміні Моринь Грифінського повіту Західнопоморського воєводства.
Населення — 70 осіб (2011).
У 1975-1998 роках село належало до Щецинського воєводства.

## Демографія
Демографічна структура станом на 31 березня 2011 року:
|          | Загалом | Допрацездатний вік | Працездатний вік | Постпрацездатний вік |
| -------- | ------- | ------------------ | ---------------- | -------------------- |
| Чоловіки | 36      | 6                  | 26               | 4                    |
| Жінки    | 34      | 5                  | 17               | 12                   |
| Разом    | 70      | 11                 | 43               | 16                   |